# 金瑟尔斯多夫
金瑟尔斯多夫是奥地利下奥地利州巴登县的一个市镇。总面积6.61平方公里，总人口1756人，人口密度265.7人/平方公里（2005年）。